# لالا مناتساکانیان
لالا بابکنی مناتساکانیان (ارمنی: Լալա Բաբկենի Մնացականյան؛ زادهٔ ۸ اکتبر ۱۹۵۷ - درگذشته ۲۲ ژوئن ۲۰۲۴) یک بازیگر، کارگردان، نویسنده و استاد دانشگاه اهل ارمنستان بود.

## زندگی‌نامه
وی در ۸ اکتبر ۱۹۵۷ در ایروان به دنیا آمد و در سال ۱۹۷۸ از انستیتو دولتی هنری و نمایشی ایروان فارغ‌التحصیل شده است. الیزا گیولسریان مادر وی بود. وی در فرهنگستان دولتی تئاتر سوندوکیان، آرمنیا تی‌وی و شارم هلدینگ فعالیت می‌کرد. مناتساکانیان جوایز و تقدیرات را نیز کسب نموده است از جمله هنرمند افتخاری جمهوری ارمنستان در سال ۲۰۰۶. وی در ۲۲ ژوئن ۲۰۲۴ در سن ۶۶ سالگی در ایروان درگذشت.

## گزیده فیلمشناسی
- مجموعه تلویزیونی "حیاط ما ۱" (۱۹۹۶)
- مجموعه تلویزیونی "حیاط ما ۳" (۲۰۰۵)
- رفیق پانجونی

## نگارخانه

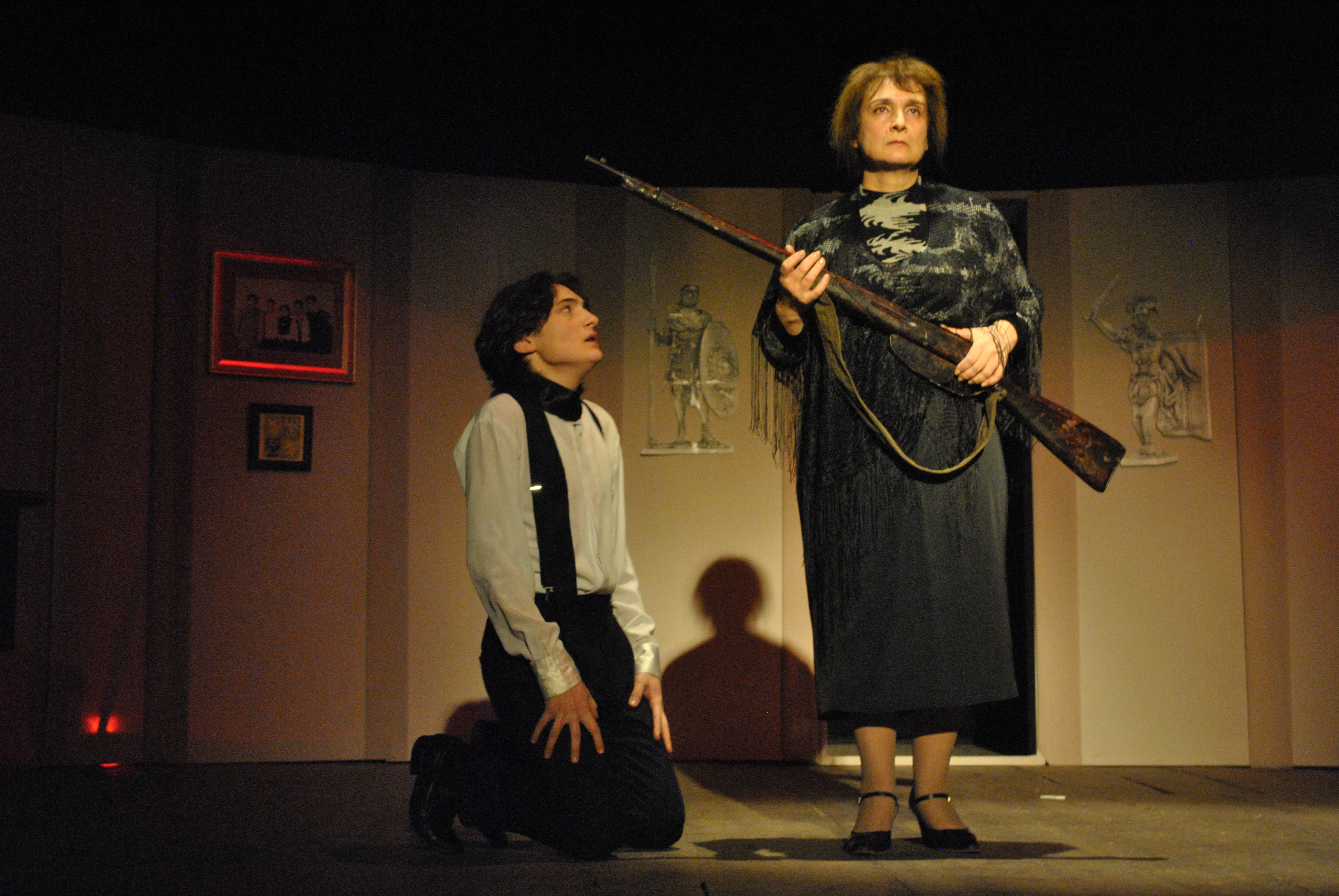
مادر
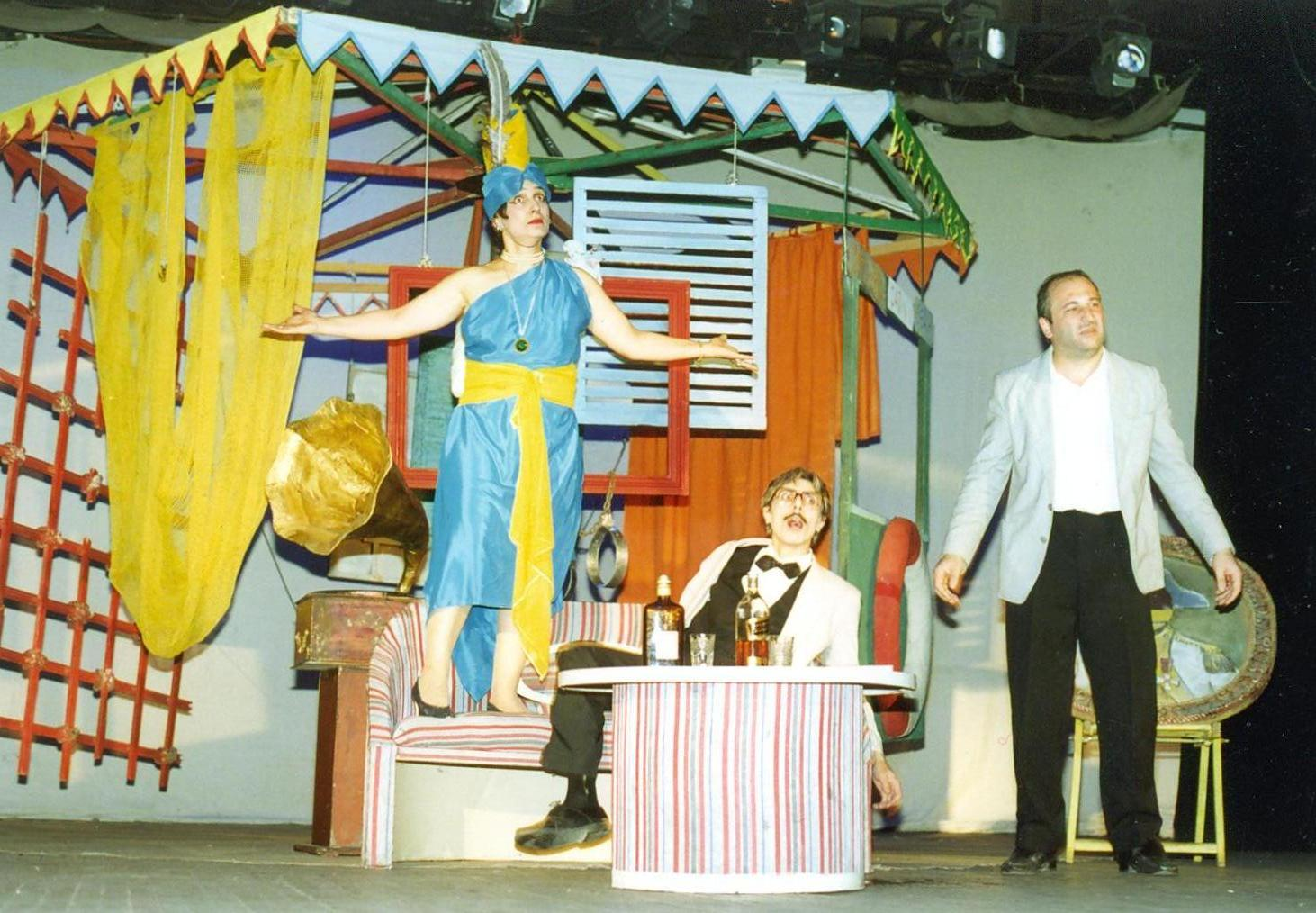
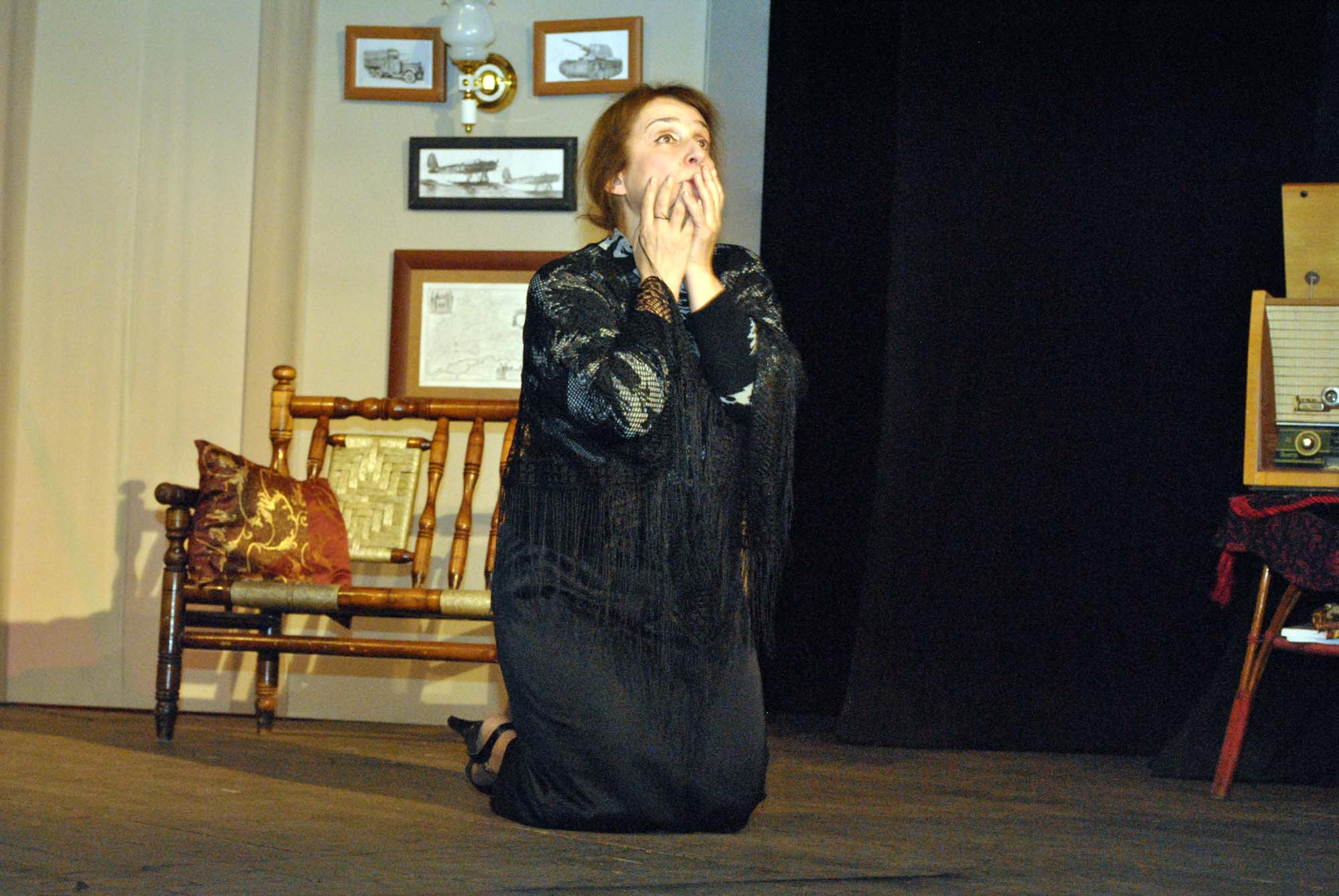
مادر